# Programa de desarrollo olímpico para el fútbol juvenil de Estados Unidos
El Programa de desarrollo olímpico para el fútbol juvenil de Estados Unidos es un programa deportivo olímpico.

## La filosofía del PDO
Para identificar los jugadores de fútbol (conocido en Estados Unidos como soccer) de más alto nivel en forma continua y coherente y llevar a los equipos nacionales de los Estados Unidos a tener sus mayores éxitos.

## Historia
El Programa de desarrollo olímpico para el fútbol juvenil de Estados Unidos fue fundado en 1977 para crear una cantera de jugadores de determinadas edades, de los cuales el equipo nacional seleccionará para las competiciones internacionales. El programa fue diseñado para buscar aquellos jugadores con más talento del país para dirigirlos y entrenarlos. El objetivo del programa fue presentar un equipo competitivo y unir los mundos del fútbol juvenil a través de una estructura democrática, para ofrecer reglas y pautas uniformes.
En 1979 se expandió el programa, la organización se volvió más eficiente y se desarrollaron planes plurianuales. Se animó a las asociaciones estatales a que desarrollasen programas que apoyasen y trabajasen en conjunto con los programas nacionales y regionales. A comienzos de 1982 se creó un programa femenino con la suma del comité al completo (un miembro por cada región).

## ¿Cómo son seleccionados los jugadores?
La mayoría de los estados seleccionan a sus jugadores para las pruebas libres del PDO, Unos pocos estados utilizan otros programas e invitaciones para unirse al programa sumándose a las pruebas. Los jugadores son evaluados según estos cuatro componentes: 
1. Técnica
2. Tácticas
3. Forma física y habilidad atlética
4. Componente psicológico (actitud)

El límite de participantes por cada grupo de edad son seleccionados para los fondos estatales del PDO, normalmente son aproximadamente 25 participantes. Estos grupos entrenarán juntos durante todo el año. Los primeros 18 participantes de las pruebas competirán contra otros equipos de otro estado del mismo programa en amistosos y competiciones regionales.
La federación de fútbol juvenil de Estados Unidos (US Youth Soccer) está dividida en cuatro regiones geográficas. Todos los equipos del PDO de cada región coincidirán dos veces al año a principios de verano, primero para el torneo regional y después para el campeonato regional. 
En el torneo regional, los equipos estatales compiten unos contra otros, el campeón de cada región asciende al campeonato nacional, donde se elegirá al campeón para ese grupo de edad.
En el campamento regional, los jugadores entrenan y practican con jugadores de toda la región y con entrenadores importantes observándolos. Al finalizar el campeonato, los entrenadores realizan las observaciones de cada jugador del torneo del PDO y se hace una selección aproximada de 60 jugadores de ese grupo de edad para que vuelvan al campamento regional.
En este campo, los jugadores son observados durante sus entrenamientos y partidos que ellos disputen para aquellos que tengan un hueco en el equipo regional. Cada equipo regional está compuesto por aproximadamente 30 jugadores, los cuales entrenarán durante todo el año y competirán juntos en niveles nacional e internacional. En una reunión después de las pruebas, los jugadores son evaluados para una posible invitación lugar de concentración Son informados anualmente para identificar a la lista de participantes de la nación. Los jugadores seleccionados de cada región son invitados a aquellos campos, donde entrenarán juntos como los miembros del equipo nacional. El límite de jugadores de esos campos serán seleccionados para representar a los Estados Unidos en competición internacional y, posiblemente, una inclusión en el programa nacional de residencia en Bradenton, Florida.

## Alumnado
De los 18 participantes que consiguieron representar a Estados Unidos en los Juegos Olímpicos de Pekín, todos salvo uno procedieron del programa de desarrollo olímpico. Tuvieron jugadores como Brian McBride y Freddie Adu.
En el lado femenino, el alumnado incluyó a Brandi Chastain y Mia Hamm.